# Color Theory
Color Theory (estilizado en minúsculas) es el segundo álbum de estudio de la cantautora estadounidense de indie rock Soccer Mommy. Fue publicado el 28 de febrero de 2020 a través de Loma Vista Recordings.

## Galardones
| Publicación            | Lista                               | Posición | Ref.   |
| ---------------------- | ----------------------------------- | -------- | ------ |
| Albumnism              | The 100 Best Albums of 2020         | 19       | [ 1 ]  |
| The Alternative        | The 75 Best Albums of 2020          | 8        | [ 2 ]  |
| The A.V. Club          | The 20 Best Albums of 2020          | 4        | [ 3 ]  |
| Chorus.fm              | Top 30 Albums of 2020               | 7        | [ 4 ]  |
| Dork                   | Albums of the Year 2020             | 23       | [ 5 ]  |
| Esquire                | The 50 Best Albums of 2020          | 12       | [ 6 ]  |
| Far Out Magazine       | The 50 Best Albums of 2020          | 15       | [ 7 ]  |
| FLOOD                  | The Best Albums of 2020             | 6        | [ 8 ]  |
| The Forty-Five         | The 45 Best Albums of 2020          | 22       | [ 9 ]  |
| Gigwise                | The Gigwise 51 Best Albums of 2020  | 16       | [ 10 ] |
| Good Morning America   | 50 Best Albums of 2020              | 5        | [ 11 ] |
| NBHAP                  | 50 Best Albums Of 2020              | 20       | [ 12 ] |
| Northern Transmissions | Best Albums of 2020                 | 24       | [ 13 ] |
| Our Culture Magazine   | The 50 Best Albums of 2020          | 26       | [ 14 ] |
| Paste                  | The 50 Best Albums of 2020          | 7        | [ 15 ] |
| Pitchfork              | The 50 Best Albums of 2020          | 26       | [ 16 ] |
| Stereogum              | The 50 Best Albums of 2020          | 10       | [ 17 ] |
| Under the Radar        | Top 100 Albums of 2020              | 10       | [ 18 ] |
| UPROXX                 | The Best Albums of 2020             | 24       | [ 19 ] |
| Variety                | Andrew Barker's Best Albums of 2020 | 6        | [ 20 ] |

## Lista de canciones
Todas las canciones escritas y compuestas por Sophie Allison. 
Lado uno
1. «Bloodstream» – 5:37
2. «Circle the Drain» – 4:40
3. «Royal Screw Up» – 4:07
4. «Night Swimming» – 4:16
5. «Crawling in My Skin» – 4:17

Lado dos
1. «Yellow Is the Color of Her Eyes» – 7:15
2. «Up the Walls» – 2:44
3. «Lucy» – 4:56
4. «Stain» – 3:00
5. «Gray Light» – 3:16

## Créditos y personal
Créditos adaptados desde las notas de álbum de Color Theory.
Personal técnico
- Gabe Wax – producción, grabación
- Boone Wallace – asistente de grabación
- Lars Stalfors – mezcla
- Joe LaPorta – masterización
- Joe Nino-Hernes – corte de vinilo

Diseño
- Brian Ziff – fotografía
- Lordess Foudre – diseño de portada

## Posicionamiento
| Gráfica (2020)                                    | Pico de posición |
| ------------------------------------------------- | ---------------- |
| Escocia (Scottish Albums Chart)                   | 52               |
| Estados Unidos (Billboard 200)                    | 142              |
| Estados Unidos (Billboard Top Alternative Albums) | 7                |
| Estados Unidos (Billboard Top Rock Albums)        | 22               |